# Ramdung Go
Der Ramdung Go (oder kurz: Ramdung) ist ein Trekkinggipfel im Himalaya in der Gebirgsgruppe Rolwaling Himal.
Der 5925 m hohe Ramdung Go liegt in der nepalesischen Verwaltungszone Janakpur.
Der Ramdung Go wird in der Liste der Klettergipfel der Kategorie „B“ der Nepal Mountaineering Association geführt.
Eine Besteigung des Ramdung Go wird häufig mit einer Besteigung des Parchamo (6187 m) kombiniert und ist Bestandteil einer Trekkingtour vom abgelegenen oberen Rolwaling-Tal über den 5755 m hohen Hochgebirgspass Tashi Lapcha nach Khumbu.
Der Gipfel bietet ein Panorama von den Bergen des Langtang Himal im Westen bis zum Mount Everest im Nordosten. Außerdem bietet der Ramdung Go eine sehr gute Sicht auf Gauri Sankar und Melungtse. Die beste Reisezeit ist September–Dezember und Februar–Mai. Die Standardroute auf den Gipfel führt über die Gletscher an der Nordostwand.
Der Gipfel wurde im Jahr 1952 von einer schottischen Expedition unter der Leitung von Bill Murray erstbestiegen.